# Anello di valutazione
In algebra, un anello di valutazione (o dominio di valutazione) è un anello commutativo unitario integro A tale che, per ogni x nel suo campo dei quozienti, almeno uno tra {\displaystyle x} e {\displaystyle x^{-1}} è in A; equivalentemente, è un anello commutativo integro i cui ideali sono totalmente ordinati.
Esempi di anelli di valutazione sono le localizzazioni di {\displaystyle \mathbb {Z} } e di {\displaystyle K[X]} (dove K è un campo) su un loro ideale primo, oppure l'anello degli interi p-adici per un numero primo p, o ancora l'anello {\displaystyle K[[X]]} delle serie formali su un campo.
Una versione "globale" degli anelli di valutazione sono i domini di Prüfer, che sono quegli anelli in cui, per ogni ideale primo P, la localizzazione AP è un anello di valutazione.

## Definizioni equivalenti
Un anello di valutazione può essere definito in diversi modi equivalenti: sia A un dominio d'integrità e K il suo campo dei quozienti.
- Per ogni x in K, x o x -1 è in A;
- gli ideali di A sono totalmente ordinati;
- gli ideali principali di A sono totalmente ordinati (ovvero, per ogni a e b in A, a divide b o b divide a).

### Valutazioni
Un ulteriore modo di definirli è attraverso l'uso di una valutazione (da cui il nome): questa è un omomorfismo suriettivo di gruppi
{\displaystyle v:K^{*}\longrightarrow G}
(dove K è un campo, K* il suo gruppo moltiplicativo e G è un gruppo totalmente ordinato) tale che, se x + y è diverso da 0, allora
{\displaystyle v(x+y)\geq \min(v(x),v(y)).}
L'anello {\displaystyle A_{v}=\{x\in K^{*}|v(x)\geq 0\}\cup \{0\}}, detto l'anello associato a v, è un anello di valutazione; viceversa, dato un anello di valutazione A con campo dei quozienti K, se G il gruppo quoziente {\displaystyle K^{*}/U(A)} (dove {\displaystyle U(A)} sono le unità di A), allora G può essere ordinato totalmente attraverso la relazione
{\displaystyle xU(A)\geq yU(A)\iff xy^{-1}\in A.}
Il quoziente canonico {\displaystyle v:K^{*}\longrightarrow G} che manda un elemento x nella classe {\displaystyle xU(A)} diventa in questo modo una valutazione, il cui anello associato è esattamente A.
Più in generale, è possibile costruire, dato un qualsiasi gruppo totalmente ordinato G, un anello di valutazione A tale che {\displaystyle G\simeq K^{*}/U(A)}: se F è un campo, allora si considera un insieme di indeterminate {\displaystyle \{X_{g}|g\in G\}} e si considera il campo {\displaystyle K=F(\{X_{g}\})}; l'applicazione che manda ogni polinomio {\displaystyle \sum _{g\in G}f(g)X_{g}} nel più piccolo {\displaystyle g\in G} tale che {\displaystyle f(g)} è diverso da 0 è una valutazione su K, a cui è associato un anello di valutazione A tale che quoziente {\displaystyle K^{*}/U(A)} è isomorfo a G.

## Proprietà
Dalla caratterizzazione attraverso l'ordinamento degli ideali è facile concludere che se V è un anello di valutazione e P un suo ideale primo, allora sia il quoziente V/P che la localizzazione VP sono ancora anelli di valutazione.
Un anello di valutazione è un anello locale; in termini delle valutazioni, il suo ideale massimale è dato dagli x tali che {\displaystyle v(x)>0}. Gli anelli di valutazione sono integralmente chiusi, e la chiusura integrale di un dominio d'integrità D è l'intersezione di tutti gli anelli di valutazione compresi tra D e il suo campo dei quozienti. In particolare, tra un dominio d'integrità e il suo campo dei quozienti sono presenti sempre degli anelli di valutazione; inoltre, alcuni di questi hanno dimensione uguale a quella di D.
Tutti gli ideali finitamente generati di un anello di valutazione A sono principali, e quindi un anello di valutazione è, in particolare, un dominio di Bézout; se inoltre è noetheriano, A è un dominio ad ideali principali ed ha quindi dimensione 1. Tali anelli sono chiamati anelli a valutazione discreta, e possono essere caratterizzati anche come quegli anelli di valutazione la cui valutazione è a valori sull'anello {\displaystyle \mathbb {Z} } dei numeri interi.